# 宮若市立吉川小学校
宮若市立吉川小学校（みやわかしりつよしかわしょうがっこう）は、2016年まで福岡県宮若市に存在していた小学校。

## 沿革

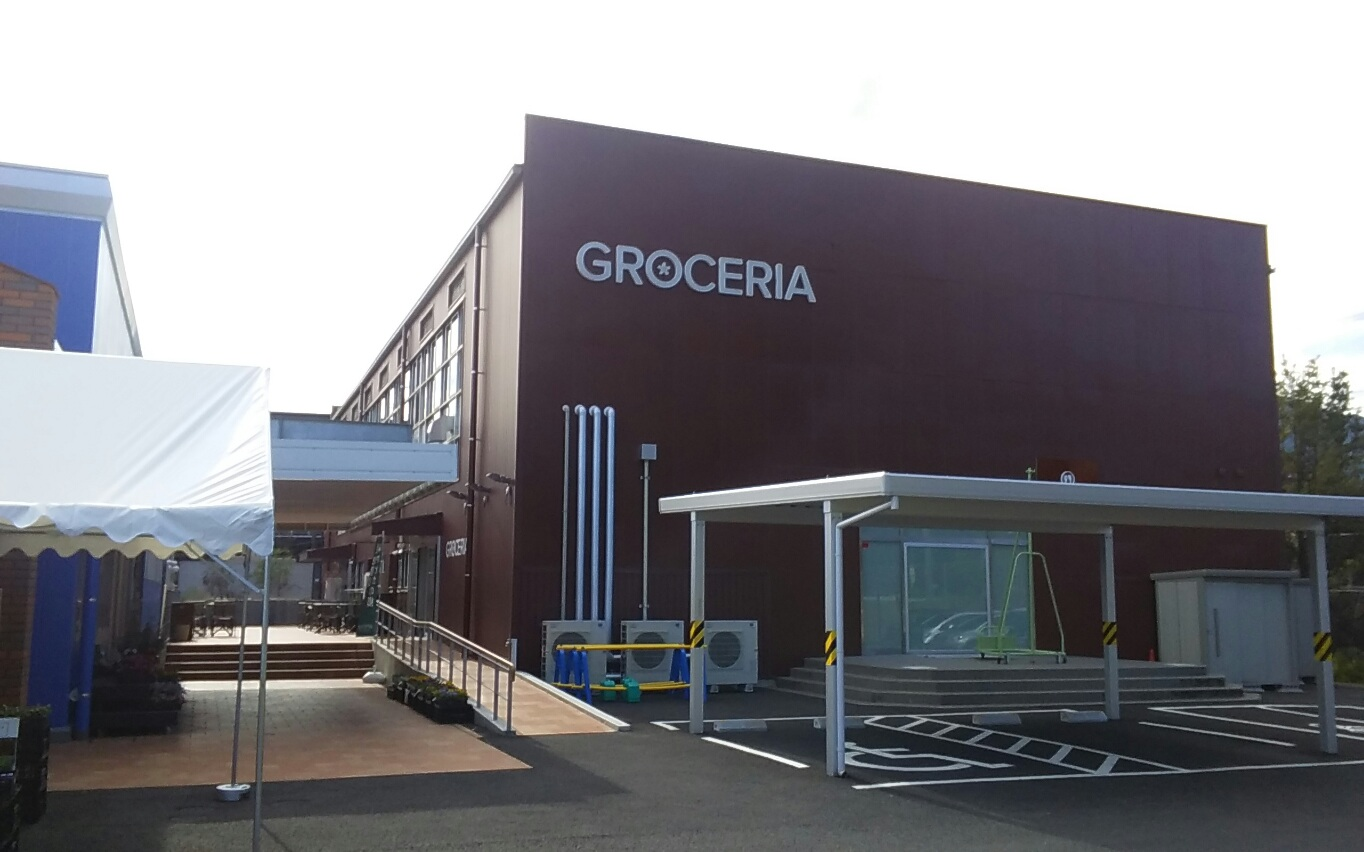
閉校後に体育館をリノベーションして開業した「グロッサリアトライアル脇田店」

- 1886年4月 - 脇田尋常小学校として創立。
- 1907年 - 吉川小学校に改称。
- 1912年 - 校舎改築竣工。
- 1913年4月 - 吉川尋常高等小学校へと改称。
- 1920年10月 - 犬鳴小学校と合併。
- 1941年4月 - 吉川国民学校へと改称。
- 1947年4月 - 吉川小学校へと改称し、吉川中学校を併設。
- 1979年 - 木造校舎の老朽化に伴い、鉄筋3階建て校舎、体育館、運動場などを落成。
- 1980年3月1日 - 吉川幼稚園開業。
- 1986年9月 - 100周年記念式典が行われ、記念に200周年となる2086年に開ける予定のタイムカプセルを埋める。
- 2016年3月31日 - 閉校。
- 2020年1月22日 - 「廃校シアター」と称し[2]、体育館にて映画「犬鳴村」の試写会を開催[3]。
- 2022年 - トライアルカンパニーが体育館等を利用した店舗「トライアルGO脇田店」「グロッサリアトライアル脇田店」を開業[4]